# Chigorodó
Chigorodó este un municipiu în Columbia, în departament Antioquia.